# Valea Doftanei
Valea Doftanei község Prahova megyében, Munténiában, Romániában.  A hozzá tartozó települések: Teșila és Trăisteni. A községközpont Teșila települése.

## Fekvése
A megye északi részén található, a megyeszékhelytől, Ploieşti-től, ötvenkilenc kilométerre északra, a Doftana folyó mentén, a Kárpátkanyar Baj- és Grohotisz-hegységétől délre, a Paltinu víztározótól északra.

## Történelem
A 19. század végén a község a Teșila nevet viselte és Prahova megye Peleșul járásához tartozott. Ekkoriban Teșila, Prislopul, Negrașul és Trestieni (a mai Trăisteni) falvakból állt, összesen 2816 lakossal. A községnek volt négy kallómalma a Doftana folyón, hét malma, 11 fűrészmalma, egy iskolája valamint két temploma, melyek közül az egyiket 1724-ben Constantin Cuculeată alapította Trăisteni faluban, a másikat 1878-ban Bucur Săvulescu, Teșila településén.
1925-ös évkönyv szerint a község Teșila, Trestieni és Vatra-Satului falvakból állt, összesen 3268 lakossal.
A két világháború közötti időszak végén Prahova megye Sinaia járásához tartozott.
1950-ben közigazgatási átszervezés alapján, a Prahova-i régió Câmpina rajonjához került, majd 1952-ben a Ploiești régióhoz csatolták. 
1968-ban ismét megyerendszert vezettek be az országban, a község az újból létrehozott Prahova megye része lett. Ekkor kapta a Valea Doftanei nevet és ekkor alakultak ki mai határai.

## Lakossága
A nemzetiségi megoszlás a következő:
| 2002     | 2002 | 2002   |
| -------- | ---- | ------ |
| Románok  | 6892 | 99,94% |
| Magyarok | 3    | 0,04%  |
| Görögök  | 1    | 0,01%  |
| Összesen | 6896 | 100,0% |

## Külső hivatkozások
- A település honlapja
- A településről
- asociatiaturismprahova.ro Archiválva 2016. július 12-i dátummal a Wayback Machine-ben
- 2002-es népszámlálási adatok
- Marele Dicționar Geografic al României